# بیالگوردو دل خوکار

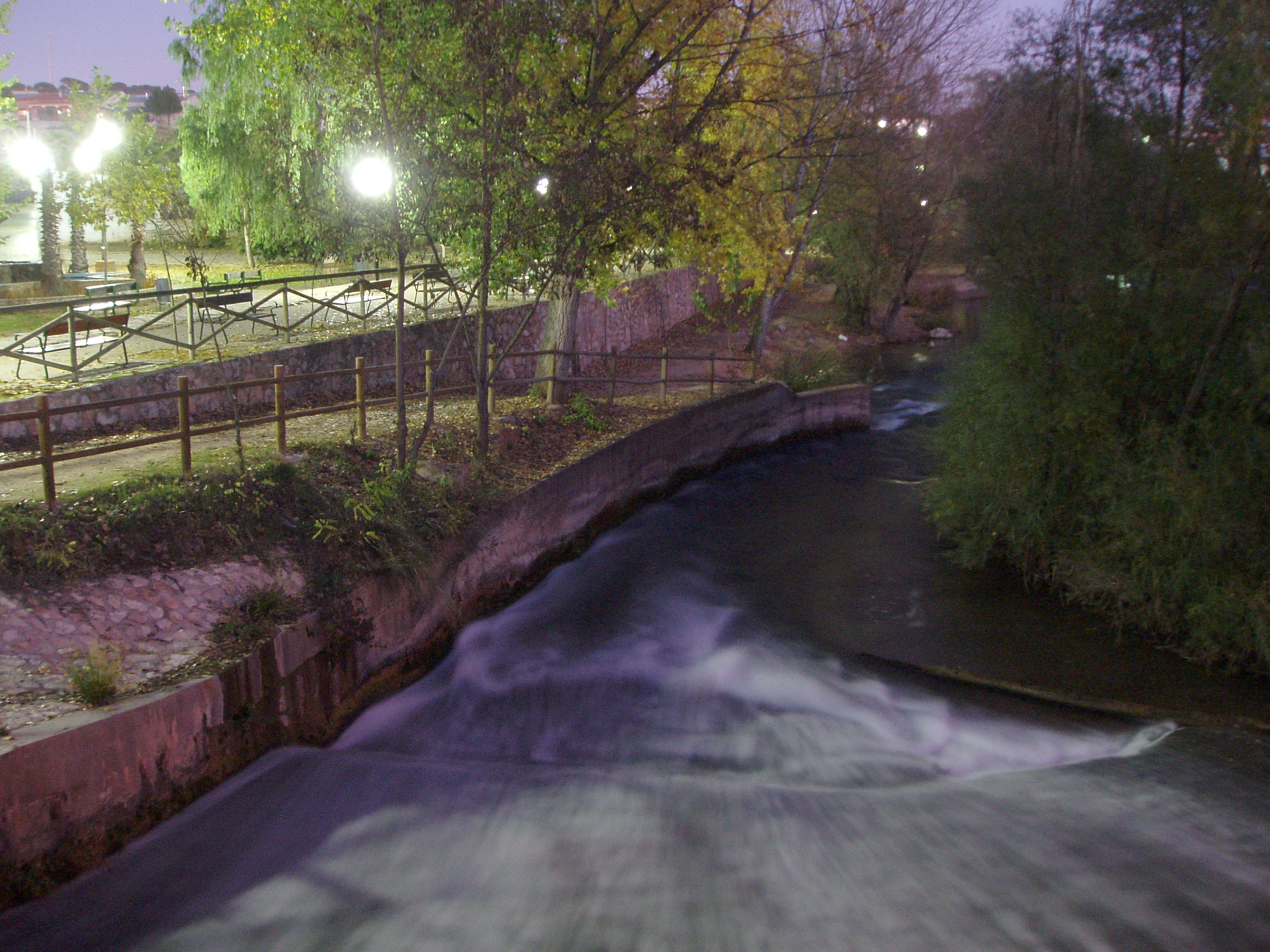
نمایی از رودخانهٔ دهستان بییالگردو دل خوکار در آلباستهٔ اسپانیا - ۲۰۰۸

بییالگردو دل خوکار دهستانی در استان آلباستهٔ اسپانیا است.
در این دهستان ۱۲۴۱ نفر زندگی می‌کنند. مساحت این دهستان ۴۶٫۷۵ کیلومتر مربع است.